# Félix Guattari

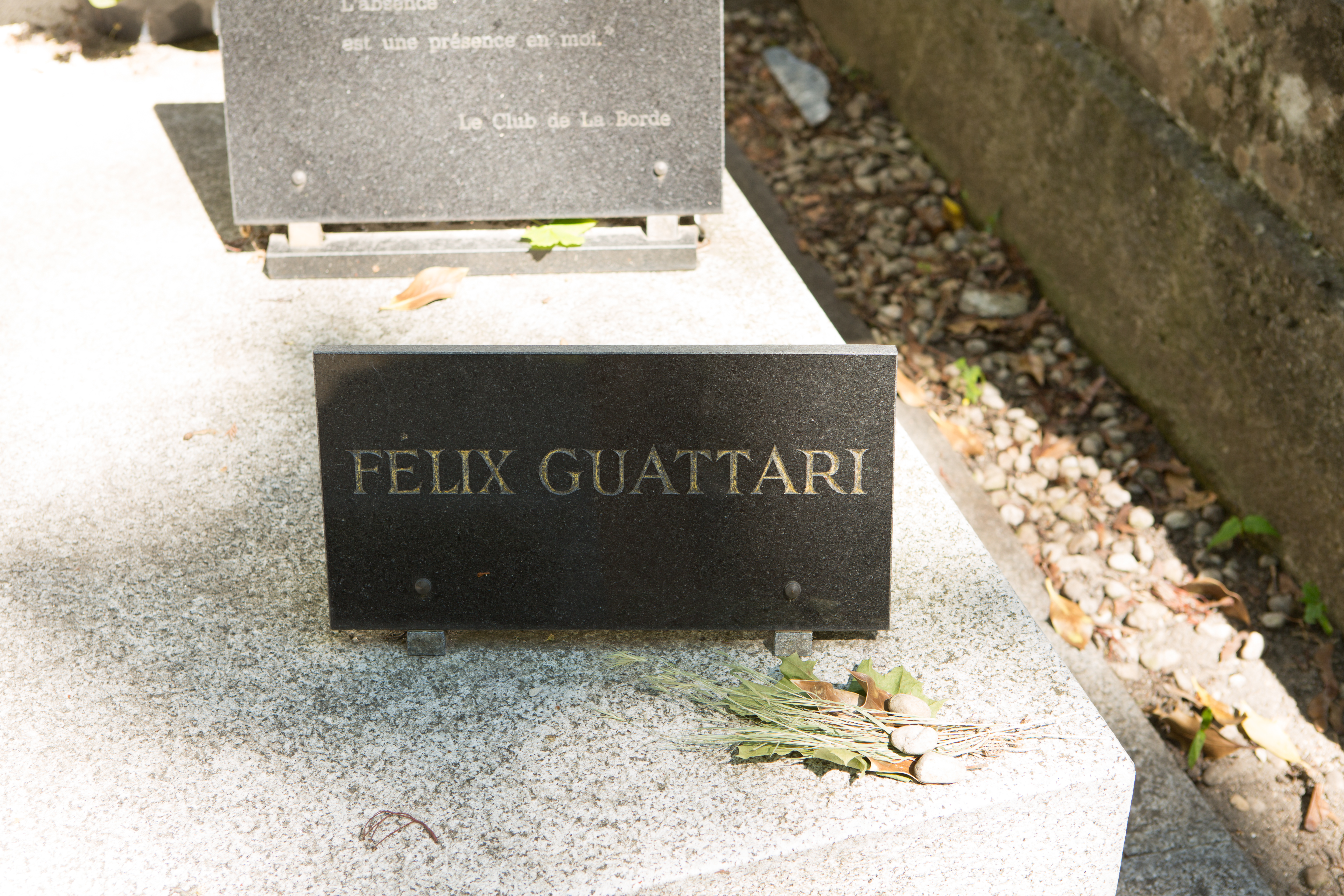
Guattaris grav

Pierre-Félix Guattari,(Lyssna) (fil) född 30 april 1930 i Villeneuve-les-Sablons i Oise, död 29 augusti 1992 i Cour-Cheverny i Loir-et-Cher, var en fransk psykoterapeut, filosof och semiotiker.
Guattari är känd för att ha varit med och tagit fram den institutionella psykoterapin, samt skapat schizoanalysen och ekosofin. Han har även skrivit böckerna Anti-Oedipus (1972) och Tusen platåer (1980) tillsammans med Gilles Deleuze. Det filosofiska begreppet rhizom är också utvecklat av Guattari och Deleuze.
Félix Guattari var en del av majrevolten i Frankrike 1968 och var även en del av 22 mars-rörelsen.